# Croatia Cleveland
Hrvatski nacionalni nogometni klub "Croatia" Cleveland (eng. Croatia Cleveland Soccer Club) je hrvatski nogometni klub iz Clevelanda, Ohio, SAD, osnovan 1957. godine. Član je Hrvatskog nacionalnog nogometnog saveza Kanade i SAD.

## Povijest
Već od 1953. skupina Hrvata u Clevelandu je htjela organizirati hrvatski nogometni klub kako bi mogli igrati prijateljske utakmice. U veljači 1957. godine, osnovana je "Croatia" te je Joe Hiltner izabran za prvog predsjednika. Iste godine "Croatia" je osvojila Ohio kup pobijedivši njemački klub "Liederkranz" iz Mansfielda.
Na izvornim članskim iskaznicama bilo je tiskano: "Za promicanje i širenje hrvatskog imena i kulture kroz šport, a u isto vrijeme za zahvalnost našoj novoj zemlji Americi. Uvijek sudjelovati časno noseći hrvatsku zastavu, čvrsto držeći se športskih pravila i propisa, poštujući naše protivnike na nogometnom terenu, bez obzira na njihovo ime i nacionalnost te surađivati sa svim hrvatskim organizacijama u jačanju hrvatskog uzroka."
Zvonko Monsider, legendarni hrvatski vratar koji je emigrirao u SAD 1962. godine bio je trener Croatije dvije godine. Do tada "Croatia" nije imala svog profesionalnog trenera.
Godine 1963. "Croatia" je osvojila Ohio kup. Iste godine, "Croatia" Cleveland je uz potporu Hrvatske katoličke zajednice osnovala "Hrvatski nacionalni nogometni savez Kanade i Sjedinjenih Američkih Država". U jesen 1964. "Croatia" je kupili deset jutara u mjestu Thompson, Ohio gdje je klub izgradio dvoranu i nogometno igralište.
Godine 1967., novi prostor je kupljen na adresi 5409 St. Clair Ave, opet uz pomoć njenih članova. Zlatno doba "Croatije" započelo je 1974. godine osvojivši nogometno prvenstvo Lake Erie. Tijekom godina, "Croatia" ima solidan juniorski program s nizom odličnih igrača.

## Vanjske poveznice
- Službene stranice (engl.)
- Povijest kluba (engl.)

| Hrvatski nacionalni nogometni savez Kanade i SAD-a | Hrvatski nacionalni nogometni savez Kanade i SAD-a | Hrvatski nacionalni nogometni savez Kanade i SAD-a |
| -------------------------------------------------- | --- | -------------------------------------------------- |
|                                                    | |                                                    |
| Kanada                                             | Hamilton Croatia • Kitchener Hrvat • London Croatia • Mississauga Croatia • Norval Croatia • Hrvat Oakville • Livno Oakville • Jadran Ottawa • Sault St. Marie Croatia • Hrvat St. Catharines • Streetsville Dalmacija • Sudbury Adria • Toronto Zagreb • Windsor Croatia |                                                    |
|                                                    | |                                                    |
| SAD                                                | Hrvat Chicago • RWB Adria • Zrinski Chicago • Croatia Cleveland • Connecticut Croatia • Croatian Eagles • New York Croatia • New York Polet |                                                    |
|                                                    | |                                                    |
| Hrvatsko-sjevernoamerički nogometni turnir         | |                                                    |

| Hrvatski nacionalni nogometni savez Kanade i SAD-a | Hrvatski nacionalni nogometni savez Kanade i SAD-a | Hrvatski nacionalni nogometni savez Kanade i SAD-a |
| -------------------------------------------------- | --- | -------------------------------------------------- |
|                                                    | |                                                    |
| Kanada                                             | Hamilton Croatia • Kitchener Hrvat • London Croatia • Mississauga Croatia • Norval Croatia • Hrvat Oakville • Livno Oakville • Jadran Ottawa • Sault St. Marie Croatia • Hrvat St. Catharines • Streetsville Dalmacija • Sudbury Adria • Toronto Zagreb • Windsor Croatia |                                                    |
|                                                    | |                                                    |
| SAD                                                | Hrvat Chicago • RWB Adria • Zrinski Chicago • Croatia Cleveland • Connecticut Croatia • Croatian Eagles • New York Croatia • New York Polet |                                                    |
|                                                    | |                                                    |
| Hrvatsko-sjevernoamerički nogometni turnir         | |                                                    |

| Europa | Europa |
| --- | --- |
| | |
| Austrija | Tomislavgrad • Busovača • Čelik • Domagoj • Hajduk • Herceg-Bosna • Hrvatski Dom Linz • Lašva • Lašvanska dolina • Plehan • Posavina Baden • Posavina Beč • Raščica • Ravne Brčko |
| | |
| Belgija | NK Kroacia Antwerpen |
| | |
| Francuska | AS Croatia Villefranche |
| | |
| Italija | US Calcio Montemitro • ASD Isola Croata del Molise |
| | |
| Norveška | NK Croatia Oslo |
| | |
| Njemačka | Cro Sokoli • Croatia Berlin • Croatia Bonn • Croatia Essen • Croatia Freiburg • Croatia Gaggenau • Croatia '95 Mainz • Croatia Nürnberg • Croatia 1999 Ratingen • Croatia Reutlingen • Croatia Singen • Marsonia • Posavina • Zagreb • KuSV Zrinski • Bugojno • Croatia Sindelfingen • Croatia-Zagreb • Croatia Bietigheim • Croatia Göttingen • Zagreb 75 • Hajduk Hamburg • Hajduk Kassel                                                              |
| | |
| Rumunjska | Nogometna reprezentacija Hrvata iz Rumunjske |
| | |
| Švedska | Croatia Göteborg • Croatia (Malmö) • Croatia Stockholm • Croatia (Helsingborg) • Slätta Damm/Hajduk • Velebit • Marjan • Mladost • Matija Gubec • Croatia Varnamo • Tomislav Borås |
| | |
| Švicarska | Adria • Alkar • Ban • Bugojno Zug 94 • Croatia Appenzel • Croatia 92 Chur • Croatia Solothurn • Croatia Uzwil • Croatia Zürich • Dinamo Rheinfelden • Dinamo Schaffhausen • Donat • Gorica Zadar • Hajduk • Jadran • Lašvanska Dolina • Marjan • Mladost • Pajde Möhlin • Posavina Basel • Posavina Bern • Posavina Minusio • Rohr • Slavonija • Srednja Bosna • Tomislavgrad • Torcida • Usora • Vaganac • Vitez • Zagreb Arbon • Zagreb Biel • Zrinski |
| | |
| Zajednica hrvatskih klubova u Njemačkoj • Udruga hrvatskih klubova u Švicarskoj • Reprezentacija gradišćanskih Hrvata • Hrvatska nogometna liga Beč | |

| Europa | Europa |
| --- | --- |
| | |
| Austrija | Tomislavgrad • Busovača • Čelik • Domagoj • Hajduk • Herceg-Bosna • Hrvatski Dom Linz • Lašva • Lašvanska dolina • Plehan • Posavina Baden • Posavina Beč • Raščica • Ravne Brčko |
| | |
| Belgija | NK Kroacia Antwerpen |
| | |
| Francuska | AS Croatia Villefranche |
| | |
| Italija | US Calcio Montemitro • ASD Isola Croata del Molise |
| | |
| Norveška | NK Croatia Oslo |
| | |
| Njemačka | Cro Sokoli • Croatia Berlin • Croatia Bonn • Croatia Essen • Croatia Freiburg • Croatia Gaggenau • Croatia '95 Mainz • Croatia Nürnberg • Croatia 1999 Ratingen • Croatia Reutlingen • Croatia Singen • Marsonia • Posavina • Zagreb • KuSV Zrinski • Bugojno • Croatia Sindelfingen • Croatia-Zagreb • Croatia Bietigheim • Croatia Göttingen • Zagreb 75 • Hajduk Hamburg • Hajduk Kassel                                                              |
| | |
| Rumunjska | Nogometna reprezentacija Hrvata iz Rumunjske |
| | |
| Švedska | Croatia Göteborg • Croatia (Malmö) • Croatia Stockholm • Croatia (Helsingborg) • Slätta Damm/Hajduk • Velebit • Marjan • Mladost • Matija Gubec • Croatia Varnamo • Tomislav Borås |
| | |
| Švicarska | Adria • Alkar • Ban • Bugojno Zug 94 • Croatia Appenzel • Croatia 92 Chur • Croatia Solothurn • Croatia Uzwil • Croatia Zürich • Dinamo Rheinfelden • Dinamo Schaffhausen • Donat • Gorica Zadar • Hajduk • Jadran • Lašvanska Dolina • Marjan • Mladost • Pajde Möhlin • Posavina Basel • Posavina Bern • Posavina Minusio • Rohr • Slavonija • Srednja Bosna • Tomislavgrad • Torcida • Usora • Vaganac • Vitez • Zagreb Arbon • Zagreb Biel • Zrinski |
| | |
| Zajednica hrvatskih klubova u Njemačkoj • Udruga hrvatskih klubova u Švicarskoj • Reprezentacija gradišćanskih Hrvata • Hrvatska nogometna liga Beč | |

| Australija i Oceanija                                                                      | Australija i Oceanija |
| ------------------------------------------------------------------------------------------ | --- |
|                                                                                            | |
| Australija                                                                                 | Canberra FC • O'Connor Knights • Sydney Utd. • Hurstville • Luddenham Utd. • South Coast Utd. • Newcastle Jets • Edensor Park • Ljubuski FC • Werrington Croatia • Rocklea Utd. • Gold Coast Knights • Adelaide Raiders • Whyalla Croatia • Adelaide Croatia • Mt Gambier Croatia • Glenorchy Knights • Prospect Knights • Melbourne Knights • St Albans Saints • North Geelong Warriors • Chelsea Hajduk • Strathmore Split • Melbourne Tornado • Irymple Knights • Morwell Dinamo • Gospic Bears • St Albans Vukovar • Mostar Saints • HASK Melbourne • Wendesday Knights • Western Knights • Fremantle Croatia • Gwelup Croatia • Port Hedland Croatia |
|                                                                                            | |
| Novi Zeland                                                                                | Central United Auckland • Auckland City |
|                                                                                            | |
| Hrvatski nogometni savez Australije i Novog Zelanda • Australsko-hrvatski nogometni turnir | |

| Australija i Oceanija                                                                      | Australija i Oceanija |
| ------------------------------------------------------------------------------------------ | --- |
|                                                                                            | |
| Australija                                                                                 | Canberra FC • O'Connor Knights • Sydney Utd. • Hurstville • Luddenham Utd. • South Coast Utd. • Newcastle Jets • Edensor Park • Ljubuski FC • Werrington Croatia • Rocklea Utd. • Gold Coast Knights • Adelaide Raiders • Whyalla Croatia • Adelaide Croatia • Mt Gambier Croatia • Glenorchy Knights • Prospect Knights • Melbourne Knights • St Albans Saints • North Geelong Warriors • Chelsea Hajduk • Strathmore Split • Melbourne Tornado • Irymple Knights • Morwell Dinamo • Gospic Bears • St Albans Vukovar • Mostar Saints • HASK Melbourne • Wendesday Knights • Western Knights • Fremantle Croatia • Gwelup Croatia • Port Hedland Croatia |
|                                                                                            | |
| Novi Zeland                                                                                | Central United Auckland • Auckland City |
|                                                                                            | |
| Hrvatski nogometni savez Australije i Novog Zelanda • Australsko-hrvatski nogometni turnir | |

| Sjeverna Amerika                                                                                       | Sjeverna Amerika |
| --- | --- |
| | |
| Kanada                                                                                                 | Adria Sudbury • London Croatia • NK Croatia Montreal • Croatia Norval • Croatia Toronto • Sault St. Marie Croatia • Croatia Windsor • Dalmacija Streetsville • Edmonton Croatia SC • Hamilton Croatia • Hrvat Kitchener • Hrvat Oakville • Hrvat St. Catharines • NK Hrvatski vitez Oakville • Jadran Ottawa • Karlovac-Velebit Milton • Livno Oakville • NK Maksimir Vancouver • Zagreb Toronto • Winnipeg Croatia SC |
| | |
| SAD | Croat San Pedro • Croatia Cleveland • Croatia Detroit • Croatia New York • Croatian Eagles • Dragovoljac • Hrvat Chicago • RWB Adria • New York Polet • Zrinski |
| | |
| Hrvatski nacionalni nogometni savez Kanade i SAD-a • Hrvatski nacionalni nogometni turnir SAD i Kanade | |

| Sjeverna Amerika                                                                                       | Sjeverna Amerika |
| --- | --- |
| | |
| Kanada                                                                                                 | Adria Sudbury • London Croatia • NK Croatia Montreal • Croatia Norval • Croatia Toronto • Sault St. Marie Croatia • Croatia Windsor • Dalmacija Streetsville • Edmonton Croatia SC • Hamilton Croatia • Hrvat Kitchener • Hrvat Oakville • Hrvat St. Catharines • NK Hrvatski vitez Oakville • Jadran Ottawa • Karlovac-Velebit Milton • Livno Oakville • NK Maksimir Vancouver • Zagreb Toronto • Winnipeg Croatia SC |
| | |
| SAD | Croat San Pedro • Croatia Cleveland • Croatia Detroit • Croatia New York • Croatian Eagles • Dragovoljac • Hrvat Chicago • RWB Adria • New York Polet • Zrinski |
| | |
| Hrvatski nacionalni nogometni savez Kanade i SAD-a • Hrvatski nacionalni nogometni turnir SAD i Kanade | |

| Južna Amerika | Južna Amerika               |
| ------------- | --------------------------- |
|               |                             |
| Argentina     | HŠK Deportivo Croata        |
|               |                             |
| Čile          | Club Deportivo Sokol Croata |

| Južna Amerika | Južna Amerika               |
| ------------- | --------------------------- |
|               |                             |
| Argentina     | HŠK Deportivo Croata        |
|               |                             |
| Čile          | Club Deportivo Sokol Croata |

| Europa | Europa |
| --- | --- |
| | |
| Austrija | Tomislavgrad • Busovača • Čelik • Domagoj • Hajduk • Herceg-Bosna • Hrvatski Dom Linz • Lašva • Lašvanska dolina • Plehan • Posavina Baden • Posavina Beč • Raščica • Ravne Brčko |
| | |
| Belgija | NK Kroacia Antwerpen |
| | |
| Francuska | AS Croatia Villefranche |
| | |
| Italija | US Calcio Montemitro • ASD Isola Croata del Molise |
| | |
| Norveška | NK Croatia Oslo |
| | |
| Njemačka | Cro Sokoli • Croatia Berlin • Croatia Bonn • Croatia Essen • Croatia Freiburg • Croatia Gaggenau • Croatia '95 Mainz • Croatia Nürnberg • Croatia 1999 Ratingen • Croatia Reutlingen • Croatia Singen • Marsonia • Posavina • Zagreb • KuSV Zrinski • Bugojno • Croatia Sindelfingen • Croatia-Zagreb • Croatia Bietigheim • Croatia Göttingen • Zagreb 75 • Hajduk Hamburg • Hajduk Kassel                                                              |
| | |
| Rumunjska | Nogometna reprezentacija Hrvata iz Rumunjske |
| | |
| Švedska | Croatia Göteborg • Croatia (Malmö) • Croatia Stockholm • Croatia (Helsingborg) • Slätta Damm/Hajduk • Velebit • Marjan • Mladost • Matija Gubec • Croatia Varnamo • Tomislav Borås |
| | |
| Švicarska | Adria • Alkar • Ban • Bugojno Zug 94 • Croatia Appenzel • Croatia 92 Chur • Croatia Solothurn • Croatia Uzwil • Croatia Zürich • Dinamo Rheinfelden • Dinamo Schaffhausen • Donat • Gorica Zadar • Hajduk • Jadran • Lašvanska Dolina • Marjan • Mladost • Pajde Möhlin • Posavina Basel • Posavina Bern • Posavina Minusio • Rohr • Slavonija • Srednja Bosna • Tomislavgrad • Torcida • Usora • Vaganac • Vitez • Zagreb Arbon • Zagreb Biel • Zrinski |
| | |
| Zajednica hrvatskih klubova u Njemačkoj • Udruga hrvatskih klubova u Švicarskoj • Reprezentacija gradišćanskih Hrvata • Hrvatska nogometna liga Beč | |

| Europa | Europa |
| --- | --- |
| | |
| Austrija | Tomislavgrad • Busovača • Čelik • Domagoj • Hajduk • Herceg-Bosna • Hrvatski Dom Linz • Lašva • Lašvanska dolina • Plehan • Posavina Baden • Posavina Beč • Raščica • Ravne Brčko |
| | |
| Belgija | NK Kroacia Antwerpen |
| | |
| Francuska | AS Croatia Villefranche |
| | |
| Italija | US Calcio Montemitro • ASD Isola Croata del Molise |
| | |
| Norveška | NK Croatia Oslo |
| | |
| Njemačka | Cro Sokoli • Croatia Berlin • Croatia Bonn • Croatia Essen • Croatia Freiburg • Croatia Gaggenau • Croatia '95 Mainz • Croatia Nürnberg • Croatia 1999 Ratingen • Croatia Reutlingen • Croatia Singen • Marsonia • Posavina • Zagreb • KuSV Zrinski • Bugojno • Croatia Sindelfingen • Croatia-Zagreb • Croatia Bietigheim • Croatia Göttingen • Zagreb 75 • Hajduk Hamburg • Hajduk Kassel                                                              |
| | |
| Rumunjska | Nogometna reprezentacija Hrvata iz Rumunjske |
| | |
| Švedska | Croatia Göteborg • Croatia (Malmö) • Croatia Stockholm • Croatia (Helsingborg) • Slätta Damm/Hajduk • Velebit • Marjan • Mladost • Matija Gubec • Croatia Varnamo • Tomislav Borås |
| | |
| Švicarska | Adria • Alkar • Ban • Bugojno Zug 94 • Croatia Appenzel • Croatia 92 Chur • Croatia Solothurn • Croatia Uzwil • Croatia Zürich • Dinamo Rheinfelden • Dinamo Schaffhausen • Donat • Gorica Zadar • Hajduk • Jadran • Lašvanska Dolina • Marjan • Mladost • Pajde Möhlin • Posavina Basel • Posavina Bern • Posavina Minusio • Rohr • Slavonija • Srednja Bosna • Tomislavgrad • Torcida • Usora • Vaganac • Vitez • Zagreb Arbon • Zagreb Biel • Zrinski |
| | |
| Zajednica hrvatskih klubova u Njemačkoj • Udruga hrvatskih klubova u Švicarskoj • Reprezentacija gradišćanskih Hrvata • Hrvatska nogometna liga Beč | |

| Australija i Oceanija                                                                      | Australija i Oceanija |
| ------------------------------------------------------------------------------------------ | --- |
|                                                                                            | |
| Australija                                                                                 | Canberra FC • O'Connor Knights • Sydney Utd. • Hurstville • Luddenham Utd. • South Coast Utd. • Newcastle Jets • Edensor Park • Ljubuski FC • Werrington Croatia • Rocklea Utd. • Gold Coast Knights • Adelaide Raiders • Whyalla Croatia • Adelaide Croatia • Mt Gambier Croatia • Glenorchy Knights • Prospect Knights • Melbourne Knights • St Albans Saints • North Geelong Warriors • Chelsea Hajduk • Strathmore Split • Melbourne Tornado • Irymple Knights • Morwell Dinamo • Gospic Bears • St Albans Vukovar • Mostar Saints • HASK Melbourne • Wendesday Knights • Western Knights • Fremantle Croatia • Gwelup Croatia • Port Hedland Croatia |
|                                                                                            | |
| Novi Zeland                                                                                | Central United Auckland • Auckland City |
|                                                                                            | |
| Hrvatski nogometni savez Australije i Novog Zelanda • Australsko-hrvatski nogometni turnir | |

| Australija i Oceanija                                                                      | Australija i Oceanija |
| ------------------------------------------------------------------------------------------ | --- |
|                                                                                            | |
| Australija                                                                                 | Canberra FC • O'Connor Knights • Sydney Utd. • Hurstville • Luddenham Utd. • South Coast Utd. • Newcastle Jets • Edensor Park • Ljubuski FC • Werrington Croatia • Rocklea Utd. • Gold Coast Knights • Adelaide Raiders • Whyalla Croatia • Adelaide Croatia • Mt Gambier Croatia • Glenorchy Knights • Prospect Knights • Melbourne Knights • St Albans Saints • North Geelong Warriors • Chelsea Hajduk • Strathmore Split • Melbourne Tornado • Irymple Knights • Morwell Dinamo • Gospic Bears • St Albans Vukovar • Mostar Saints • HASK Melbourne • Wendesday Knights • Western Knights • Fremantle Croatia • Gwelup Croatia • Port Hedland Croatia |
|                                                                                            | |
| Novi Zeland                                                                                | Central United Auckland • Auckland City |
|                                                                                            | |
| Hrvatski nogometni savez Australije i Novog Zelanda • Australsko-hrvatski nogometni turnir | |

| Sjeverna Amerika                                                                                       | Sjeverna Amerika |
| --- | --- |
| | |
| Kanada                                                                                                 | Adria Sudbury • London Croatia • NK Croatia Montreal • Croatia Norval • Croatia Toronto • Sault St. Marie Croatia • Croatia Windsor • Dalmacija Streetsville • Edmonton Croatia SC • Hamilton Croatia • Hrvat Kitchener • Hrvat Oakville • Hrvat St. Catharines • NK Hrvatski vitez Oakville • Jadran Ottawa • Karlovac-Velebit Milton • Livno Oakville • NK Maksimir Vancouver • Zagreb Toronto • Winnipeg Croatia SC |
| | |
| SAD | Croat San Pedro • Croatia Cleveland • Croatia Detroit • Croatia New York • Croatian Eagles • Dragovoljac • Hrvat Chicago • RWB Adria • New York Polet • Zrinski |
| | |
| Hrvatski nacionalni nogometni savez Kanade i SAD-a • Hrvatski nacionalni nogometni turnir SAD i Kanade | |

| Sjeverna Amerika                                                                                       | Sjeverna Amerika |
| --- | --- |
| | |
| Kanada                                                                                                 | Adria Sudbury • London Croatia • NK Croatia Montreal • Croatia Norval • Croatia Toronto • Sault St. Marie Croatia • Croatia Windsor • Dalmacija Streetsville • Edmonton Croatia SC • Hamilton Croatia • Hrvat Kitchener • Hrvat Oakville • Hrvat St. Catharines • NK Hrvatski vitez Oakville • Jadran Ottawa • Karlovac-Velebit Milton • Livno Oakville • NK Maksimir Vancouver • Zagreb Toronto • Winnipeg Croatia SC |
| | |
| SAD | Croat San Pedro • Croatia Cleveland • Croatia Detroit • Croatia New York • Croatian Eagles • Dragovoljac • Hrvat Chicago • RWB Adria • New York Polet • Zrinski |
| | |
| Hrvatski nacionalni nogometni savez Kanade i SAD-a • Hrvatski nacionalni nogometni turnir SAD i Kanade | |

| Južna Amerika | Južna Amerika               |
| ------------- | --------------------------- |
|               |                             |
| Argentina     | HŠK Deportivo Croata        |
|               |                             |
| Čile          | Club Deportivo Sokol Croata |

| Južna Amerika | Južna Amerika               |
| ------------- | --------------------------- |
|               |                             |
| Argentina     | HŠK Deportivo Croata        |
|               |                             |
| Čile          | Club Deportivo Sokol Croata |

| Europa | Europa |
| --- | --- |
| | |
| Austrija | Tomislavgrad • Busovača • Čelik • Domagoj • Hajduk • Herceg-Bosna • Hrvatski Dom Linz • Lašva • Lašvanska dolina • Plehan • Posavina Baden • Posavina Beč • Raščica • Ravne Brčko |
| | |
| Belgija | NK Kroacia Antwerpen |
| | |
| Francuska | AS Croatia Villefranche |
| | |
| Italija | US Calcio Montemitro • ASD Isola Croata del Molise |
| | |
| Norveška | NK Croatia Oslo |
| | |
| Njemačka | Cro Sokoli • Croatia Berlin • Croatia Bonn • Croatia Essen • Croatia Freiburg • Croatia Gaggenau • Croatia '95 Mainz • Croatia Nürnberg • Croatia 1999 Ratingen • Croatia Reutlingen • Croatia Singen • Marsonia • Posavina • Zagreb • KuSV Zrinski • Bugojno • Croatia Sindelfingen • Croatia-Zagreb • Croatia Bietigheim • Croatia Göttingen • Zagreb 75 • Hajduk Hamburg • Hajduk Kassel                                                              |
| | |
| Rumunjska | Nogometna reprezentacija Hrvata iz Rumunjske |
| | |
| Švedska | Croatia Göteborg • Croatia (Malmö) • Croatia Stockholm • Croatia (Helsingborg) • Slätta Damm/Hajduk • Velebit • Marjan • Mladost • Matija Gubec • Croatia Varnamo • Tomislav Borås |
| | |
| Švicarska | Adria • Alkar • Ban • Bugojno Zug 94 • Croatia Appenzel • Croatia 92 Chur • Croatia Solothurn • Croatia Uzwil • Croatia Zürich • Dinamo Rheinfelden • Dinamo Schaffhausen • Donat • Gorica Zadar • Hajduk • Jadran • Lašvanska Dolina • Marjan • Mladost • Pajde Möhlin • Posavina Basel • Posavina Bern • Posavina Minusio • Rohr • Slavonija • Srednja Bosna • Tomislavgrad • Torcida • Usora • Vaganac • Vitez • Zagreb Arbon • Zagreb Biel • Zrinski |
| | |
| Zajednica hrvatskih klubova u Njemačkoj • Udruga hrvatskih klubova u Švicarskoj • Reprezentacija gradišćanskih Hrvata • Hrvatska nogometna liga Beč | |

| Europa | Europa |
| --- | --- |
| | |
| Austrija | Tomislavgrad • Busovača • Čelik • Domagoj • Hajduk • Herceg-Bosna • Hrvatski Dom Linz • Lašva • Lašvanska dolina • Plehan • Posavina Baden • Posavina Beč • Raščica • Ravne Brčko |
| | |
| Belgija | NK Kroacia Antwerpen |
| | |
| Francuska | AS Croatia Villefranche |
| | |
| Italija | US Calcio Montemitro • ASD Isola Croata del Molise |
| | |
| Norveška | NK Croatia Oslo |
| | |
| Njemačka | Cro Sokoli • Croatia Berlin • Croatia Bonn • Croatia Essen • Croatia Freiburg • Croatia Gaggenau • Croatia '95 Mainz • Croatia Nürnberg • Croatia 1999 Ratingen • Croatia Reutlingen • Croatia Singen • Marsonia • Posavina • Zagreb • KuSV Zrinski • Bugojno • Croatia Sindelfingen • Croatia-Zagreb • Croatia Bietigheim • Croatia Göttingen • Zagreb 75 • Hajduk Hamburg • Hajduk Kassel                                                              |
| | |
| Rumunjska | Nogometna reprezentacija Hrvata iz Rumunjske |
| | |
| Švedska | Croatia Göteborg • Croatia (Malmö) • Croatia Stockholm • Croatia (Helsingborg) • Slätta Damm/Hajduk • Velebit • Marjan • Mladost • Matija Gubec • Croatia Varnamo • Tomislav Borås |
| | |
| Švicarska | Adria • Alkar • Ban • Bugojno Zug 94 • Croatia Appenzel • Croatia 92 Chur • Croatia Solothurn • Croatia Uzwil • Croatia Zürich • Dinamo Rheinfelden • Dinamo Schaffhausen • Donat • Gorica Zadar • Hajduk • Jadran • Lašvanska Dolina • Marjan • Mladost • Pajde Möhlin • Posavina Basel • Posavina Bern • Posavina Minusio • Rohr • Slavonija • Srednja Bosna • Tomislavgrad • Torcida • Usora • Vaganac • Vitez • Zagreb Arbon • Zagreb Biel • Zrinski |
| | |
| Zajednica hrvatskih klubova u Njemačkoj • Udruga hrvatskih klubova u Švicarskoj • Reprezentacija gradišćanskih Hrvata • Hrvatska nogometna liga Beč | |

| Australija i Oceanija                                                                      | Australija i Oceanija |
| ------------------------------------------------------------------------------------------ | --- |
|                                                                                            | |
| Australija                                                                                 | Canberra FC • O'Connor Knights • Sydney Utd. • Hurstville • Luddenham Utd. • South Coast Utd. • Newcastle Jets • Edensor Park • Ljubuski FC • Werrington Croatia • Rocklea Utd. • Gold Coast Knights • Adelaide Raiders • Whyalla Croatia • Adelaide Croatia • Mt Gambier Croatia • Glenorchy Knights • Prospect Knights • Melbourne Knights • St Albans Saints • North Geelong Warriors • Chelsea Hajduk • Strathmore Split • Melbourne Tornado • Irymple Knights • Morwell Dinamo • Gospic Bears • St Albans Vukovar • Mostar Saints • HASK Melbourne • Wendesday Knights • Western Knights • Fremantle Croatia • Gwelup Croatia • Port Hedland Croatia |
|                                                                                            | |
| Novi Zeland                                                                                | Central United Auckland • Auckland City |
|                                                                                            | |
| Hrvatski nogometni savez Australije i Novog Zelanda • Australsko-hrvatski nogometni turnir | |

| Australija i Oceanija                                                                      | Australija i Oceanija |
| ------------------------------------------------------------------------------------------ | --- |
|                                                                                            | |
| Australija                                                                                 | Canberra FC • O'Connor Knights • Sydney Utd. • Hurstville • Luddenham Utd. • South Coast Utd. • Newcastle Jets • Edensor Park • Ljubuski FC • Werrington Croatia • Rocklea Utd. • Gold Coast Knights • Adelaide Raiders • Whyalla Croatia • Adelaide Croatia • Mt Gambier Croatia • Glenorchy Knights • Prospect Knights • Melbourne Knights • St Albans Saints • North Geelong Warriors • Chelsea Hajduk • Strathmore Split • Melbourne Tornado • Irymple Knights • Morwell Dinamo • Gospic Bears • St Albans Vukovar • Mostar Saints • HASK Melbourne • Wendesday Knights • Western Knights • Fremantle Croatia • Gwelup Croatia • Port Hedland Croatia |
|                                                                                            | |
| Novi Zeland                                                                                | Central United Auckland • Auckland City |
|                                                                                            | |
| Hrvatski nogometni savez Australije i Novog Zelanda • Australsko-hrvatski nogometni turnir | |

| Sjeverna Amerika                                                                                       | Sjeverna Amerika |
| --- | --- |
| | |
| Kanada                                                                                                 | Adria Sudbury • London Croatia • NK Croatia Montreal • Croatia Norval • Croatia Toronto • Sault St. Marie Croatia • Croatia Windsor • Dalmacija Streetsville • Edmonton Croatia SC • Hamilton Croatia • Hrvat Kitchener • Hrvat Oakville • Hrvat St. Catharines • NK Hrvatski vitez Oakville • Jadran Ottawa • Karlovac-Velebit Milton • Livno Oakville • NK Maksimir Vancouver • Zagreb Toronto • Winnipeg Croatia SC |
| | |
| SAD | Croat San Pedro • Croatia Cleveland • Croatia Detroit • Croatia New York • Croatian Eagles • Dragovoljac • Hrvat Chicago • RWB Adria • New York Polet • Zrinski |
| | |
| Hrvatski nacionalni nogometni savez Kanade i SAD-a • Hrvatski nacionalni nogometni turnir SAD i Kanade | |

| Sjeverna Amerika                                                                                       | Sjeverna Amerika |
| --- | --- |
| | |
| Kanada                                                                                                 | Adria Sudbury • London Croatia • NK Croatia Montreal • Croatia Norval • Croatia Toronto • Sault St. Marie Croatia • Croatia Windsor • Dalmacija Streetsville • Edmonton Croatia SC • Hamilton Croatia • Hrvat Kitchener • Hrvat Oakville • Hrvat St. Catharines • NK Hrvatski vitez Oakville • Jadran Ottawa • Karlovac-Velebit Milton • Livno Oakville • NK Maksimir Vancouver • Zagreb Toronto • Winnipeg Croatia SC |
| | |
| SAD | Croat San Pedro • Croatia Cleveland • Croatia Detroit • Croatia New York • Croatian Eagles • Dragovoljac • Hrvat Chicago • RWB Adria • New York Polet • Zrinski |
| | |
| Hrvatski nacionalni nogometni savez Kanade i SAD-a • Hrvatski nacionalni nogometni turnir SAD i Kanade | |

| Južna Amerika | Južna Amerika               |
| ------------- | --------------------------- |
|               |                             |
| Argentina     | HŠK Deportivo Croata        |
|               |                             |
| Čile          | Club Deportivo Sokol Croata |

| Južna Amerika | Južna Amerika               |
| ------------- | --------------------------- |
|               |                             |
| Argentina     | HŠK Deportivo Croata        |
|               |                             |
| Čile          | Club Deportivo Sokol Croata |

| Europa | Europa |
| --- | --- |
| | |
| Austrija | Tomislavgrad • Busovača • Čelik • Domagoj • Hajduk • Herceg-Bosna • Hrvatski Dom Linz • Lašva • Lašvanska dolina • Plehan • Posavina Baden • Posavina Beč • Raščica • Ravne Brčko |
| | |
| Belgija | NK Kroacia Antwerpen |
| | |
| Francuska | AS Croatia Villefranche |
| | |
| Italija | US Calcio Montemitro • ASD Isola Croata del Molise |
| | |
| Norveška | NK Croatia Oslo |
| | |
| Njemačka | Cro Sokoli • Croatia Berlin • Croatia Bonn • Croatia Essen • Croatia Freiburg • Croatia Gaggenau • Croatia '95 Mainz • Croatia Nürnberg • Croatia 1999 Ratingen • Croatia Reutlingen • Croatia Singen • Marsonia • Posavina • Zagreb • KuSV Zrinski • Bugojno • Croatia Sindelfingen • Croatia-Zagreb • Croatia Bietigheim • Croatia Göttingen • Zagreb 75 • Hajduk Hamburg • Hajduk Kassel                                                              |
| | |
| Rumunjska | Nogometna reprezentacija Hrvata iz Rumunjske |
| | |
| Švedska | Croatia Göteborg • Croatia (Malmö) • Croatia Stockholm • Croatia (Helsingborg) • Slätta Damm/Hajduk • Velebit • Marjan • Mladost • Matija Gubec • Croatia Varnamo • Tomislav Borås |
| | |
| Švicarska | Adria • Alkar • Ban • Bugojno Zug 94 • Croatia Appenzel • Croatia 92 Chur • Croatia Solothurn • Croatia Uzwil • Croatia Zürich • Dinamo Rheinfelden • Dinamo Schaffhausen • Donat • Gorica Zadar • Hajduk • Jadran • Lašvanska Dolina • Marjan • Mladost • Pajde Möhlin • Posavina Basel • Posavina Bern • Posavina Minusio • Rohr • Slavonija • Srednja Bosna • Tomislavgrad • Torcida • Usora • Vaganac • Vitez • Zagreb Arbon • Zagreb Biel • Zrinski |
| | |
| Zajednica hrvatskih klubova u Njemačkoj • Udruga hrvatskih klubova u Švicarskoj • Reprezentacija gradišćanskih Hrvata • Hrvatska nogometna liga Beč | |

| Europa | Europa |
| --- | --- |
| | |
| Austrija | Tomislavgrad • Busovača • Čelik • Domagoj • Hajduk • Herceg-Bosna • Hrvatski Dom Linz • Lašva • Lašvanska dolina • Plehan • Posavina Baden • Posavina Beč • Raščica • Ravne Brčko |
| | |
| Belgija | NK Kroacia Antwerpen |
| | |
| Francuska | AS Croatia Villefranche |
| | |
| Italija | US Calcio Montemitro • ASD Isola Croata del Molise |
| | |
| Norveška | NK Croatia Oslo |
| | |
| Njemačka | Cro Sokoli • Croatia Berlin • Croatia Bonn • Croatia Essen • Croatia Freiburg • Croatia Gaggenau • Croatia '95 Mainz • Croatia Nürnberg • Croatia 1999 Ratingen • Croatia Reutlingen • Croatia Singen • Marsonia • Posavina • Zagreb • KuSV Zrinski • Bugojno • Croatia Sindelfingen • Croatia-Zagreb • Croatia Bietigheim • Croatia Göttingen • Zagreb 75 • Hajduk Hamburg • Hajduk Kassel                                                              |
| | |
| Rumunjska | Nogometna reprezentacija Hrvata iz Rumunjske |
| | |
| Švedska | Croatia Göteborg • Croatia (Malmö) • Croatia Stockholm • Croatia (Helsingborg) • Slätta Damm/Hajduk • Velebit • Marjan • Mladost • Matija Gubec • Croatia Varnamo • Tomislav Borås |
| | |
| Švicarska | Adria • Alkar • Ban • Bugojno Zug 94 • Croatia Appenzel • Croatia 92 Chur • Croatia Solothurn • Croatia Uzwil • Croatia Zürich • Dinamo Rheinfelden • Dinamo Schaffhausen • Donat • Gorica Zadar • Hajduk • Jadran • Lašvanska Dolina • Marjan • Mladost • Pajde Möhlin • Posavina Basel • Posavina Bern • Posavina Minusio • Rohr • Slavonija • Srednja Bosna • Tomislavgrad • Torcida • Usora • Vaganac • Vitez • Zagreb Arbon • Zagreb Biel • Zrinski |
| | |
| Zajednica hrvatskih klubova u Njemačkoj • Udruga hrvatskih klubova u Švicarskoj • Reprezentacija gradišćanskih Hrvata • Hrvatska nogometna liga Beč | |

| Australija i Oceanija                                                                      | Australija i Oceanija |
| ------------------------------------------------------------------------------------------ | --- |
|                                                                                            | |
| Australija                                                                                 | Canberra FC • O'Connor Knights • Sydney Utd. • Hurstville • Luddenham Utd. • South Coast Utd. • Newcastle Jets • Edensor Park • Ljubuski FC • Werrington Croatia • Rocklea Utd. • Gold Coast Knights • Adelaide Raiders • Whyalla Croatia • Adelaide Croatia • Mt Gambier Croatia • Glenorchy Knights • Prospect Knights • Melbourne Knights • St Albans Saints • North Geelong Warriors • Chelsea Hajduk • Strathmore Split • Melbourne Tornado • Irymple Knights • Morwell Dinamo • Gospic Bears • St Albans Vukovar • Mostar Saints • HASK Melbourne • Wendesday Knights • Western Knights • Fremantle Croatia • Gwelup Croatia • Port Hedland Croatia |
|                                                                                            | |
| Novi Zeland                                                                                | Central United Auckland • Auckland City |
|                                                                                            | |
| Hrvatski nogometni savez Australije i Novog Zelanda • Australsko-hrvatski nogometni turnir | |

| Australija i Oceanija                                                                      | Australija i Oceanija |
| ------------------------------------------------------------------------------------------ | --- |
|                                                                                            | |
| Australija                                                                                 | Canberra FC • O'Connor Knights • Sydney Utd. • Hurstville • Luddenham Utd. • South Coast Utd. • Newcastle Jets • Edensor Park • Ljubuski FC • Werrington Croatia • Rocklea Utd. • Gold Coast Knights • Adelaide Raiders • Whyalla Croatia • Adelaide Croatia • Mt Gambier Croatia • Glenorchy Knights • Prospect Knights • Melbourne Knights • St Albans Saints • North Geelong Warriors • Chelsea Hajduk • Strathmore Split • Melbourne Tornado • Irymple Knights • Morwell Dinamo • Gospic Bears • St Albans Vukovar • Mostar Saints • HASK Melbourne • Wendesday Knights • Western Knights • Fremantle Croatia • Gwelup Croatia • Port Hedland Croatia |
|                                                                                            | |
| Novi Zeland                                                                                | Central United Auckland • Auckland City |
|                                                                                            | |
| Hrvatski nogometni savez Australije i Novog Zelanda • Australsko-hrvatski nogometni turnir | |

| Sjeverna Amerika                                                                                       | Sjeverna Amerika |
| --- | --- |
| | |
| Kanada                                                                                                 | Adria Sudbury • London Croatia • NK Croatia Montreal • Croatia Norval • Croatia Toronto • Sault St. Marie Croatia • Croatia Windsor • Dalmacija Streetsville • Edmonton Croatia SC • Hamilton Croatia • Hrvat Kitchener • Hrvat Oakville • Hrvat St. Catharines • NK Hrvatski vitez Oakville • Jadran Ottawa • Karlovac-Velebit Milton • Livno Oakville • NK Maksimir Vancouver • Zagreb Toronto • Winnipeg Croatia SC |
| | |
| SAD | Croat San Pedro • Croatia Cleveland • Croatia Detroit • Croatia New York • Croatian Eagles • Dragovoljac • Hrvat Chicago • RWB Adria • New York Polet • Zrinski |
| | |
| Hrvatski nacionalni nogometni savez Kanade i SAD-a • Hrvatski nacionalni nogometni turnir SAD i Kanade | |

| Sjeverna Amerika                                                                                       | Sjeverna Amerika |
| --- | --- |
| | |
| Kanada                                                                                                 | Adria Sudbury • London Croatia • NK Croatia Montreal • Croatia Norval • Croatia Toronto • Sault St. Marie Croatia • Croatia Windsor • Dalmacija Streetsville • Edmonton Croatia SC • Hamilton Croatia • Hrvat Kitchener • Hrvat Oakville • Hrvat St. Catharines • NK Hrvatski vitez Oakville • Jadran Ottawa • Karlovac-Velebit Milton • Livno Oakville • NK Maksimir Vancouver • Zagreb Toronto • Winnipeg Croatia SC |
| | |
| SAD | Croat San Pedro • Croatia Cleveland • Croatia Detroit • Croatia New York • Croatian Eagles • Dragovoljac • Hrvat Chicago • RWB Adria • New York Polet • Zrinski |
| | |
| Hrvatski nacionalni nogometni savez Kanade i SAD-a • Hrvatski nacionalni nogometni turnir SAD i Kanade | |

| Južna Amerika | Južna Amerika               |
| ------------- | --------------------------- |
|               |                             |
| Argentina     | HŠK Deportivo Croata        |
|               |                             |
| Čile          | Club Deportivo Sokol Croata |

| Južna Amerika | Južna Amerika               |
| ------------- | --------------------------- |
|               |                             |
| Argentina     | HŠK Deportivo Croata        |
|               |                             |
| Čile          | Club Deportivo Sokol Croata |